# Cupid & Psyche 85
Cupid & Psyche 85 – drugi album studyjny brytyjskiej grupy Scritti Politti.
Z płyty wydano 5 singli: „Hypnotize” (#68 UK), „The World Girl” (#6 UK), „Perfect Way” (#48 UK, #11 US), „Absolute” (#17 UK) oraz „Wood Beez (Pray Like Aretha Franklin)” (#10 UK, #91 US, #25 AUS). Sam album uplasował się na 5. miejscu brytyjskiej listy.

## Lista utworów
Wszystkie utwory napisane przez Greena Gartside’a, wyjątki w nawiasie)
1. "The Word Girl" - 4:24
2. "Small Talk" (Gartside, David Gamson) - 3:29
3. "Absolute" - 4:25
4. "A Little Knowledge" - 5:02
5. "Don't Work That Hard" - 3:59
6. "Perfect Way" (Gartside, Gamson) - 4:33
7. "Lover to Fall" - 3:51
8. "Wood Beez (Pray Like Aretha Franklin)" - 4:48
9. "Hypnotize" - 3:34
10. "Flesh & Blood" (Gartside, Gamson) - 5:35 (tylko CD i kaseta)
11. "Absolute" (version) - 6:11 (tylko CD i kaseta)
12. "Wood Beez" (version) - 5:56 (tylko CD i kaseta)
13. "Hypnotize" (version) - 6:34 (tylko CD i kaseta)